# Yamamoto Isoroku

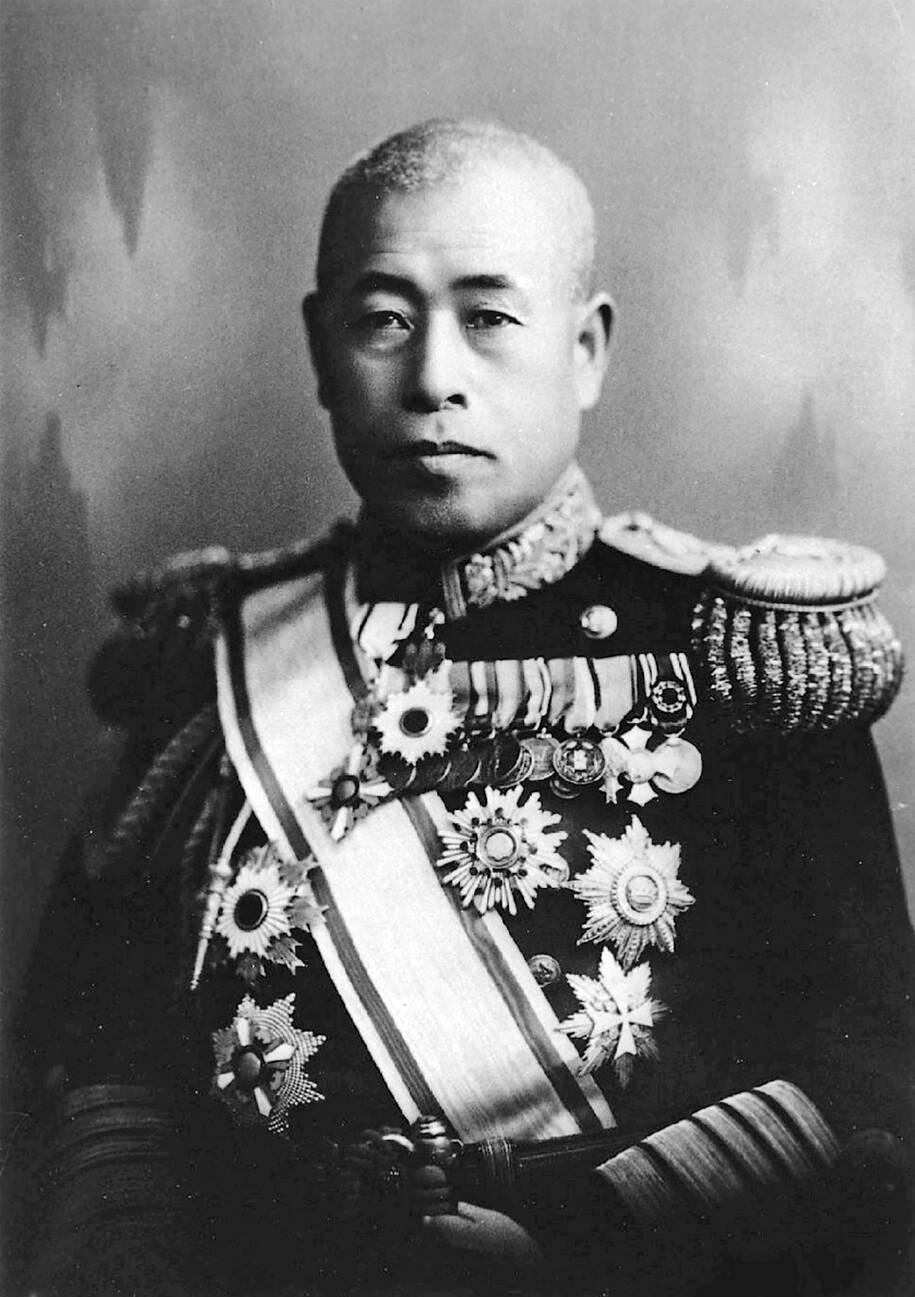
Admiral Yamamoto Isoroku (1943)

Yamamoto Isoroku (japanisch 山本 五十六; * 4. April 1884 in Nagaoka, Präfektur Niigata, Japan; † 18. April 1943 über Bougainville, Salomon-Inseln) war ein japanischer Admiral während des Pazifikkrieges. Als Takano Isoroku (高野 五十六) geboren, wurde er 1916 als aufstrebender Marineoffizier von der Familie Yamamoto adoptiert und stieg bis Ende der 1930er Jahre in die höchsten Kreise der Kaiserlich Japanischen Marine auf. In seiner Eigenschaft als Oberkommandierender der Vereinigten Flotte der Kaiserlichen Marine plante er unter anderem den Angriff auf den amerikanischen Flottenstützpunkt Pearl Harbor und bestimmte die weiteren Aktionen der Marine bis zu seinem Tod maßgeblich mit.

## Leben

### Kindheit und Jugend
Yamamoto Isoroku wurde 1884 als drittes Kind von Takano Sadayoshi (高野 定義), einem ehemaligen Samurai, und seiner zweiten Frau in Nagaoka in der Präfektur Niigata geboren; aus der ersten Ehe des Vaters stammten dazu noch drei weitere Kinder. Den Vornamen Isoroku (wörtlich übersetzt „sechsundfünfzig“) erhielt er, weil sein Vater zur Zeit seiner Geburt sechsundfünfzig Jahre alt war. Takano Sadayoshi hatte im Boshin-Krieg auf Seiten des Shogunats gekämpft und musste sich nach der Auflösung des Samurai-Standes 1877 als Schwertschmied verdingen, da ihm aufgrund seiner Kriegsteilnahme jede Arbeitsstelle bei offiziellen Stellen verweigert wurde. Kurz nach Isorokus Geburt wurde er zum Direktor der Grundschule von Nagaoka ernannt; seine Familie blieb dennoch eine der ärmsten in der Stadt.
Zunächst erhielt der junge Isoroku von christlichen Missionaren Unterricht, darunter einem Amerikaner, der ihn in der englischen Sprache unterrichtete. Später besuchte er die Sakanoue-Grundschule und wechselte anschließend 1894 auf die Mittelschule von Nagaoka, deren Gründer bei der Erziehung großen Wert auf Charaktereigenschaften wie Tapferkeit, Gemeinschaftswillen und vor allem Verantwortungsbewusstsein legte. Sowohl der Unterricht bei den Missionaren als auch auf der Mittelschule prägten ihn charakterlich sehr.

### Beginn der militärischen Karriere

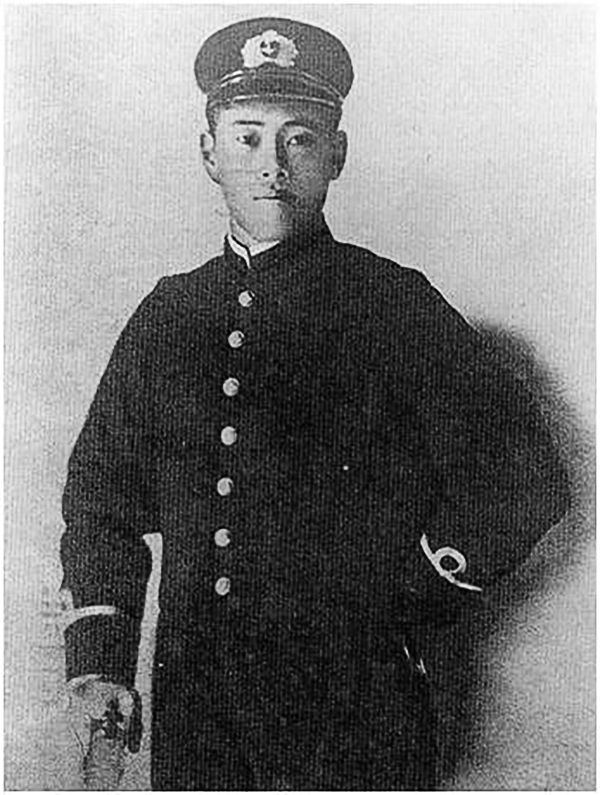
Takano Isoroku als Kadett der Kaiserlichen Marineakademie (1905)

Im Frühjahr 1901 beschloss Isoroku, sich an der Marineakademie auf der Insel Eta in der Präfektur Hiroshima zu bewerben. Er schloss die Aufnahmeprüfung als Zweitbester ab und konnte deshalb im Sommer desselben Jahres mit der Ausbildung beginnen. Neben dem normalen Unterricht übte sich Isoroku besonders im Turnen; Kendō sagte ihm zu, da es gleichermaßen körperliche und geistige Fähigkeiten erforderte. Im Allgemeinen kam er gut mit seinen Mitschülern aus, wenngleich er von einigen wenigen angegriffen wurde, weil er als einziger Kadett eine Bibel besaß. Im Laufe der Ausbildung entschied er sich dann für eine Laufbahn als Geschützoffizier und schloss die Akademie im November 1904 als Siebtbester von über zweihundert Kadetten ab. Nach einem kurzen Zwischenspiel auf einem Trainingsschiff wurde er am 3. Januar 1905 im Rang eines kaigun shōi, dem Rang eines deutschen Seekadetten entsprechend , dem Kreuzer Nisshin zugeteilt.
Mittlerweile befand sich Japan mit dem Russischen Reich im Krieg. Bereits einige Jahre lang hatte es Spannungen im Verhältnis der beiden Länder gegeben, da erhebliche Interessenskonflikte in Bezug auf die Koreanische Halbinsel und die Mandschurei bestanden. Nachdem Russland einem Abkommen nicht nachgekommen war, in dem es sich zum Truppenrückzug aus der Mandschurei verpflichtet hatte, beschloss Japan den Krieg, der im Februar 1904 mit einem Überraschungsangriff auf den Stützpunkt Port Arthur begann. Nachdem die russische Pazifikflotte nach einigen weiteren Gefechten im August im Gelben Meer eine erneute schwere Niederlage erlitten hatte, entsandte die russische Militärführung die Ostseeflotte nach Ostasien.
Um das Ostseegeschwader abzufangen, stellte der japanische Admiral Tōgō Heihachirō eine neue Flotte zusammen, der die Nisshin zugewiesen wurde. Nahe der Insel Tsushima trafen die beiden Flotten am Vormittag des 26. Mai aufeinander. In der folgenden Seeschlacht von Tsushima wurde Takano verwundet, als sich in direkter Nähe eine Explosion an Bord der Nisshin ereignete.  Er verlor bei diesem Zwischenfall zwei Finger der linken Hand, nahm aber bis zum Ende der Schlacht an den Kämpfen teil.
Die folgenden Wochen verbrachte er in einem Militärkrankenhaus in Yokosuka, während der Krieg im September mit dem Vertrag von Portsmouth beendet wurde. Takano erhielt bis Ende des Jahres sowohl eine offizielle Belobigung als auch eine Nachricht von Admiral Tōgō, in der dieser ihm persönlich für seinen Einsatz dankte. Darüber hinaus wurde er zum kaigun chūi (Oberleutnant zur See) befördert. Er wurde zunächst auf die Schützenschule der Marinebasis Sasebo geschickt, wo er bis 1907 blieb. Danach versetzte man ihn auf verschiedene Schiffe, darunter den Kreuzer Aso, auf dem er 1909 an einer Reise an die amerikanische Westküste teilnahm. Im Jahr nach der Reise stieg Takano Isoroku zum kaigun daii (Kapitänleutnant) auf.
Im Februar 1912 starb sein Vater Sadayoshi, gleichzeitig wurde die Mutter schwer krank. Takano Isoroku kehrte nach Nagaoka zurück und schlug ihr vor, seine Karriere zu beenden, um sich um sie kümmern zu können. Da seine Mutter dies jedoch ablehnte, kehrte er auf sein Schiff zurück und erfuhr dort im August von ihrem Tod.

### Frühe Offizierskarriere und Adoption

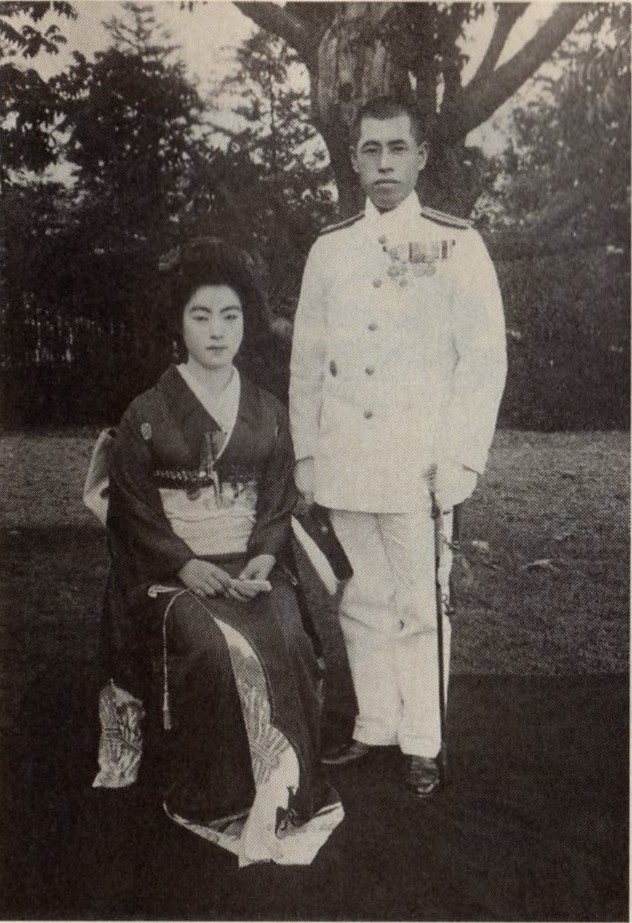
Hochzeitsfoto: Yamamoto Isoroku und Mihashi Reiko, Navy Club in Shiba, Tokyo, 31. August 1918

Noch im selben Jahr wurde Takano erneut versetzt, diesmal auf den Kreuzer Niitaka, bevor er 1913 an die Marinehochschule in Tsukiji berufen wurde, deren Abschluss für jeden Offizier die Grundlage für den Aufstieg in die höheren Kreise der Kaiserlichen Marine darstellte. Takano erzielte während der Ausbildung überdurchschnittliche Ergebnisse, zum einen aufgrund seiner intensiven Bemühungen, zum anderen aber auch deshalb, weil er anders als seine Kommilitonen auf Feiern nur wenig trank, da er Alkohol nur schlecht vertrug. Dennoch nahm er immer an den Feiern teil; auch besuchte er des Öfteren Geishas und fand zunehmend Gefallen an Gesellschafts- und Glücksspielen, die taktisches und strategisches Denken erforderten, wie etwa Shōgi und Go bzw. Poker oder Bridge, die er einige Jahre später in Amerika kennenlernen sollte. In den folgenden Jahren verbrachte er einen großen Teil seiner Freizeit mit diesen Spielen; den Angriff auf Pearl Harbor sollte er später gar einmal mit einem kleineren, gerade so erfolgreichen Zug beim Bridge vergleichen.
1915 wurde er aufgrund seiner Ergebnisse, die er im Laufe der Ausbildung erzielt hatte, zum kaigun shōsa (Korvettenkapitän) befördert, im Folgejahr schloss er die Marinehochschule erfolgreich ab und wurde an den Stab des Zweiten Schlachtgeschwaders der Marine berufen.
Die guten Ergebnisse hatten Takanos Vorgesetzte auf ihn aufmerksam gemacht. Insbesondere der in der Region Niigata ansässige und hoch angesehene Yamamoto-Clan war beeindruckt von seinen Leistungen. Ein Angehöriger dieser Familie hatte im Boshin-Krieg auf Seiten der Tokugawa gekämpft und war getötet worden, ohne Söhne zu hinterlassen. In Japan war es üblich, in solchen Fällen einen erwachsenen Mann auszuwählen und ihn zu adoptieren, um die Stammlinie zu erhalten. Man war bereits seit einigen Jahren auf der Suche nach einem geeigneten Kandidaten für eine Adoption gewesen und sah diesen nun in Takano Isoroku. Der junge Offizier nahm das Angebot an, legte in einer Zeremonie in einem buddhistischen Tempel seinen alten Namen nieder und nannte sich fortan Yamamoto Isoroku (山本 五十六).
Der neue Name brachte neue Verpflichtungen mit sich. Trotz seiner mittlerweile 32 Jahre war er immer noch unverheiratet und seine neue Familie drängte ihn zu einer baldigen Heirat. Man stellte Yamamoto mehrere Kandidatinnen vor, von denen ihm jedoch keine zusagte. Ein Freund schlug ihm schließlich Mihashi Reiko (三橋 玲子) vor, die Tochter eines Bauern aus seiner Heimatpräfektur. Trotz des Standesunterschiedes gaben beide Familien ihre Zustimmung und die beiden heirateten am 31. August 1918. Aus dieser Beziehung sollten später zwei Söhne (Yoshimasa und Tadao) und zwei Töchter (Sumiko und Masako) hervorgehen. Yamamoto sollte im Vergleich zu anderen Offizieren relativ wenig Zeit mit seiner Familie verbringen, jedoch vernachlässigte er seine familiären Pflichten nie. Allerdings suchte er weiterhin die Gesellschaft von Geishas, wobei er mit mehreren Liebesbeziehungen führte.

### Karriere nach dem Ersten Weltkrieg

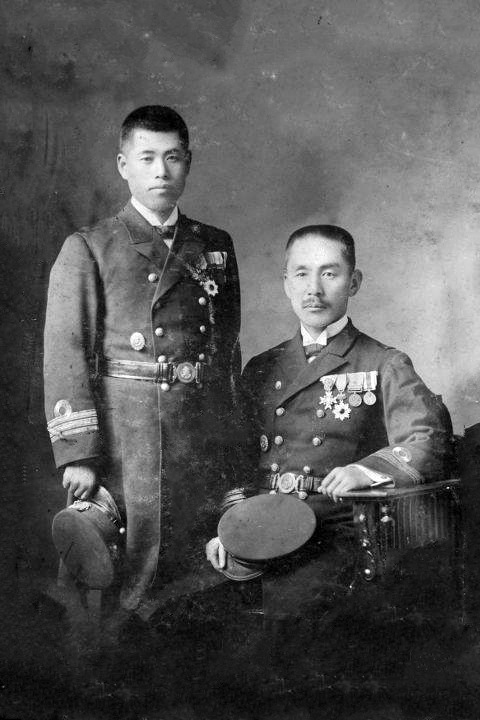
Yamamoto Isoroku als junger Offizier mit seinem Freund Teikichi Hori. Aufnahme ca. 1915–1919

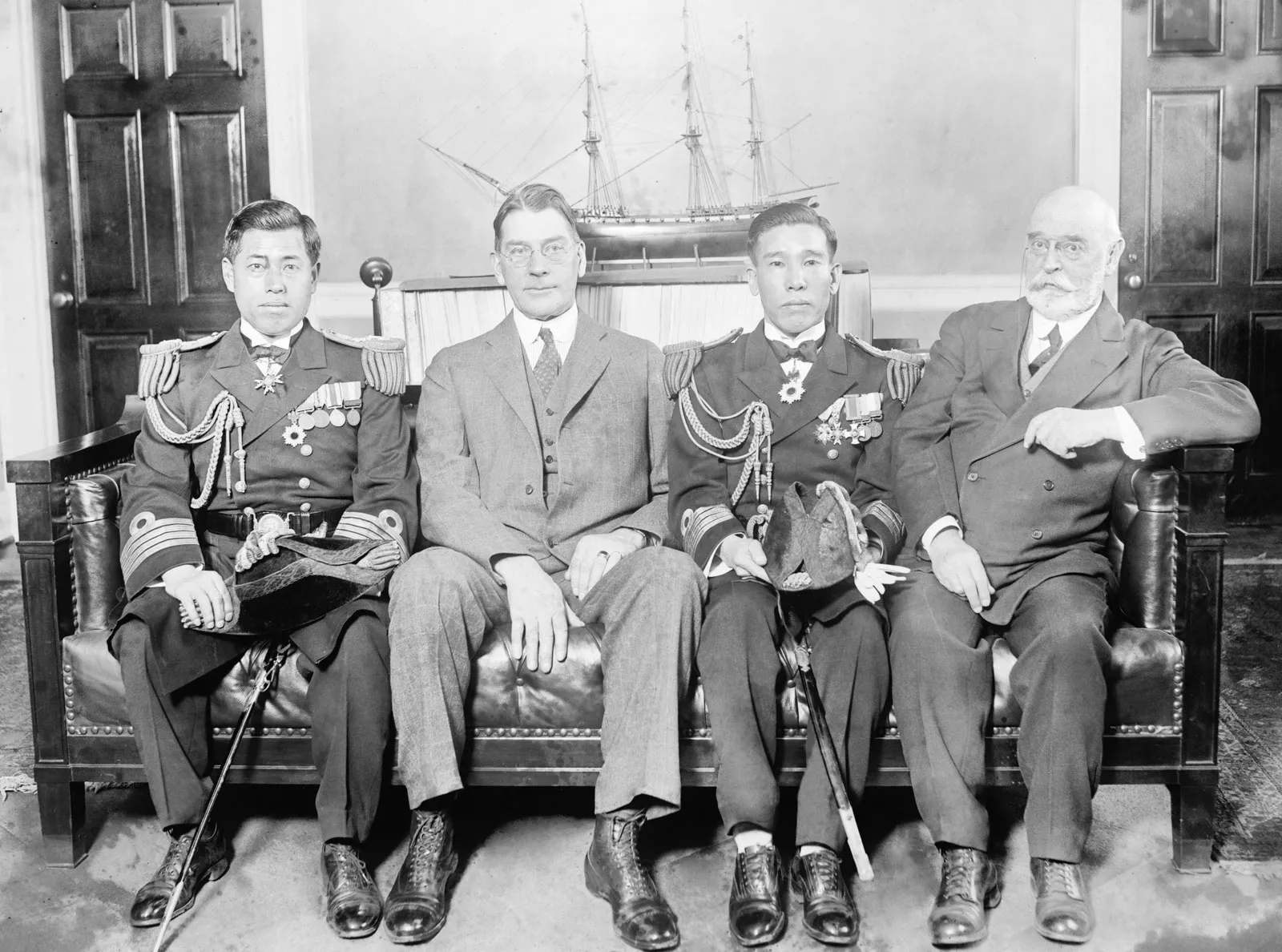
Yamamoto Isoroku (ganz links) als Marineattaché in den Vereinigten Staaten, Februar 1926, neben ihm der damalige amerikanische Marineminister Curtis D. Wilbur, ganz rechts Admiral Edward W. Eberle, der damalige Chief of Naval Operations

Die amerikanische Einflussnahme auf den Vertrag von Portsmouth im Jahre 1905, die die Zahlung von Reparationen Russlands an Japan verhindert hatte, hatte die Aversion gegenüber dem Westen innerhalb des japanischen Militärs verstärkt. Um den potentiellen Feind besser kennenzulernen, wurden ausgewählte Offiziere von Armee und Marine in die Vereinigten Staaten geschickt. Einer von ihnen war Yamamoto. Im Frühjahr 1919 reiste er ohne seine Frau auf einem Schiff nach Amerika und schrieb sich in Harvard in einem Fortgeschrittenenkurs für Englisch ein und nahm nebenher ein Studium der Erdölwirtschaft auf, ein Gebiet, das für die Marine immer wichtiger wurde. Yamamoto galt bei seinen anderen Kommilitonen an der Universität als hart arbeitender Student, aber auch als leidenschaftlicher und auch talentierter Spieler. Mit den Amerikanern kam er gut aus, da er nicht wie viele andere japanische Militärangehörige anti-amerikanische Ressentiments hegte. Einige amerikanische Ölfirmen boten ihm aufgrund seines großen Eifers sogar eine Stelle an, was er ablehnte. Während seines Studiums besuchte er außerdem einige Automobilfabriken in Detroit. Yamamoto war von der hohen Produktivität überaus beeindruckt und kam zu der Überzeugung, dass ein möglicher Krieg Japans mit den Vereinigten Staaten unweigerlich zu einer Niederlage Japans führen müsse.
In Harvard wurde Yamamoto zudem auf ein noch vergleichsweise junges Fachgebiet aufmerksam: die Luftfahrt. Er interessierte sich sehr dafür und versuchte, darüber so viele Informationen wie möglich zu bekommen. Nach Lektüre einiger Frontberichte aus dem Ersten Weltkrieg und dem Besuch einiger Flugzeugfabriken kam er zu dem Schluss, dass das Flugzeug in der Zukunft insbesondere in der Seekriegsführung eine entscheidende Rolle als Offensivwaffe spielen könnte. Yamamoto verfolgte auch einige zu dieser Zeit öffentlich geführte Debatten unter britischen und amerikanischen Militärs, die eher skeptisch eingestellt waren und Flugzeuge als nur zur Aufklärung geeignet ansahen.
1921, mittlerweile zum kaigun chūsa (Fregattenkapitän) befördert, wurde Yamamoto zurück nach Japan gerufen. Ein Jahr lang lehrte er an der Marinehochschule und wurde danach für kurze Zeit auf den Kreuzer Kitakami versetzt. Bald darauf begleitete er Admiral Ide Kenji auf seiner Europareise als Übersetzer, während derer er zum taisa (Kapitän zur See) befördert wurde.
Nachdem er aus Europa zurückgekehrt war, wurde Yamamoto Kommandant des Linienschiffes Fuji. Allerdings wollte er sich unbedingt weiter mit Luftfahrt beschäftigen und schaffte es 1924, zum Studium an die erst drei Jahre zuvor gegründete Fliegerschule in Kasumigaura in der Präfektur Ibaraki versetzt zu werden. Er lernte, ein Flugzeug zu fliegen, und beschäftigte sich insbesondere mit der Marineluftfahrt, bis er im Dezember plötzlich zum Studiendirektor der Schule ernannt wurde. Yamamoto hatte dieses Amt für insgesamt 18 Monate inne und achtete während seiner Zeit in Kasumigaura streng auf die Einhaltung der in der Marine gewohnten disziplinarischen Vorschriften. Trotz hoher Verluste bestand er in der Lehre vor allem darauf, dass die Flugschüler Nachtflüge üben sollten. Deren Anfangspraxis mit Hilfe von Streckenfeuern wurde erst ab 1921 in Amerika versuchsweise eingeführt. Yamamoto, der davon während seines Studienaufenthalts in Harvard Kenntnis bekommen haben mag, war der Ansicht, Luftangriffe hätten bei Nacht immer den Vorteil des Überraschungsmoments.

### Aufstieg in die höheren Kreise der Marine
1925 reiste Yamamoto erneut in die Vereinigten Staaten. Er war als Marineattaché an die japanische Botschaft in Washington, D.C. versetzt worden und sollte dort Informationen über amerikanische Verteidigungs- und Schiffbauprogramme gewinnen. Auch hier beschäftigte er sich wieder intensiv mit Luftfahrtangelegenheiten. In diesen Jahren fanden auf dem Gebiet der Luftfahrt einige Fortschritte statt. Yamamoto interessierte in diesem Zusammenhang besonders der Nordpolarflug von Richard Evelyn Byrd. Dieser hatte sich auf seinem Flug nicht mehr ausschließlich an landschaftlichen Merkmalen orientiert, sondern technische Hilfsmittel zur Navigation benutzt. Er ließ einen Bericht darüber nach Japan schicken, in dem er nachdrücklich auf die Vorteile dieser Navigationsinstrumente für die Luftwaffe hinwies. Im Frühjahr 1928 kehrte Yamamoto dann nach Japan zurück.

Nach der Rückkehr übernahm Yamamoto kurz das Kommando über den Leichten Kreuzer Isuzu, bevor er am 10. Dezember zum Kommandanten des neuen Flugzeugträgers Akagi ernannt wurde. Als während eines Manövers, an dem die Akagi teilgenommen hatte, sämtliche Piloten des Angriffsverbandes mit ihren Flugzeugen in ein Unwetter gerieten und nicht mehr zurückkehrten, drängte Yamamoto zum wiederholten Male die Militärführung energisch, bessere Navigationsinstrumente bereitzustellen.

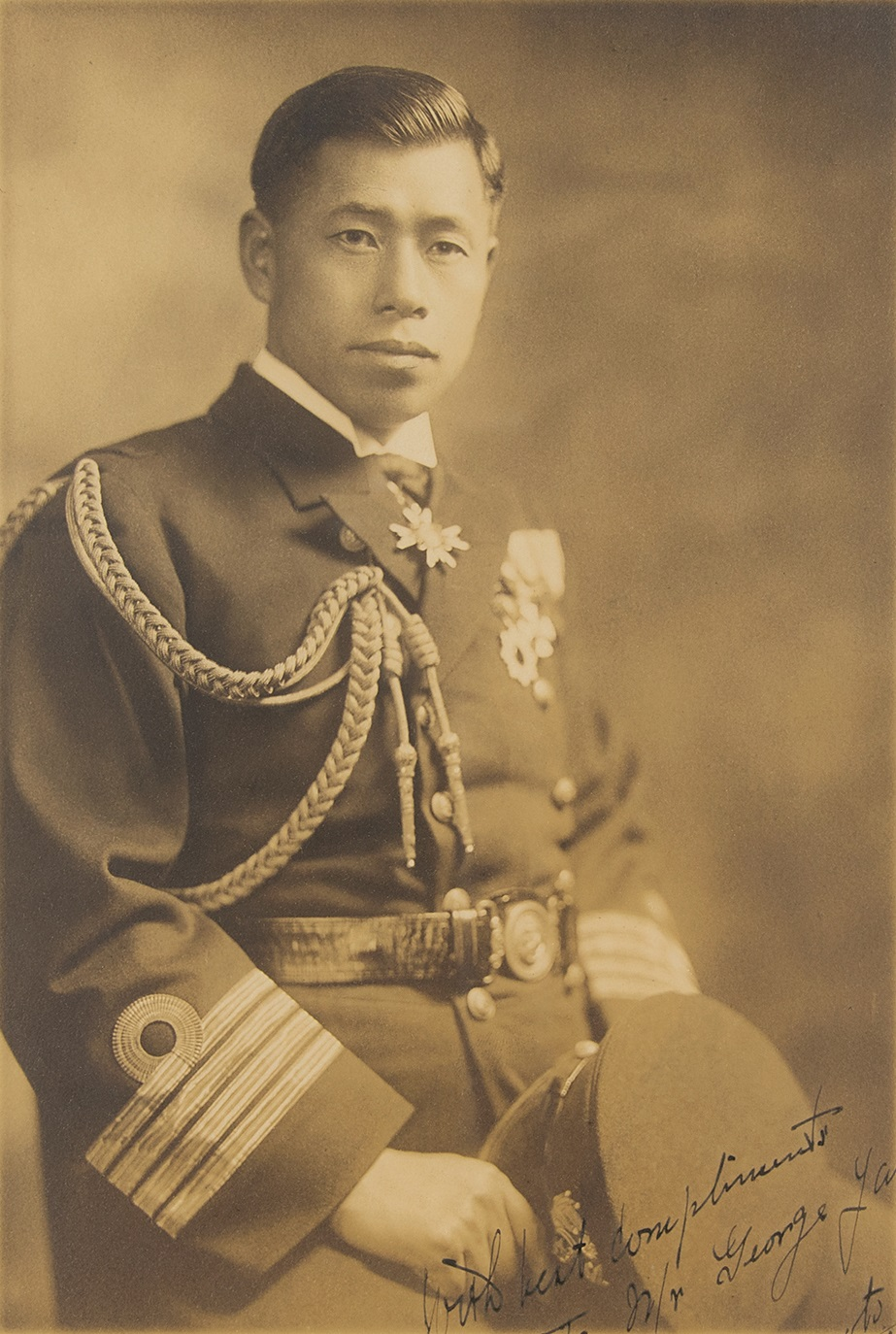
Kapitän Yamamoto Isoroku, Portrait vom 30. Januar 1928

1929 erfolgte eine erneute Versetzung, diesmal an die Technische Abteilung der Kaiserlich Japanischen Marineluftwaffenbehörde, die für Ausbildung und Ausrüstung der Piloten der Marineluftwaffe zuständig war. Sogleich versuchte er, seine Vorstellungen durchzusetzen. Allerdings blieb er nicht lange auf seinem Posten, da die Marineführung ihn 1930 aufgrund seiner sehr guten Englischkenntnisse als Delegierten zur Londoner Flottenkonferenz berief.
Im Washingtoner Abkommen hatten sich die Großmächte auf eine Begrenzung der Flottengrößen geeinigt und die Umrüstung von Schlachtkreuzern sowie Schlachtschiffen zu Flugzeugträgern war eine im Vertrag ausdrücklich gebilligte Maßnahme, die von mehreren Staaten tatsächlich in Angriff genommen wurde. Einige hochrangige Marineangehörige waren jedoch unzufrieden mit dem Abkommen, da sie mindestens ein Gleichgewicht mit der amerikanischen und der britischen Marine forderten. Als das Washingtoner Abkommen auslief, sollte nun mit der Konferenz in London ein neuer Konsens gefunden werden. Letztendlich konnte aber nur das Zugeständnis erreicht werden, dass die japanische Marine im Verhältnis zur United States Navy und zur Royal Navy jeweils nur 70 Prozent von deren Größe haben durfte. Die mit dem Washingtoner Abkommen unzufriedenen Militärs hatten sich zunächst geweigert, diesen Bedingungen zuzustimmen, doch Kaiser Hirohito zwang sie, das Abkommen zu unterschreiben, da er um den Ruf Japans und die Glaubwürdigkeit seiner Regierungsdevise shōwa („Erleuchteter Friede“) fürchtete.
In Japan wurde das Londoner Abkommen weithin debattiert. Die Weltwirtschaftskrise von 1929 hatte auch Japan getroffen und die Wirtschaft drängte auf territoriale Expansion zur Erschließung neuer Märkte, wobei ein Vertrag wie das Londoner Abkommen nur hinderlich sein konnte. Die expansionistischen Militärs unter Führung von Admiral Katō Kanji setzten alles daran, Hirohito zum Umdenken zu bewegen und die Öffentlichkeit auf ihre Seite zu ziehen. Schließlich eskalierte die Situation, als Premierminister Hamaguchi Osachi, der auf Seiten der Abkommensbefürworter stand, bei einem Attentat schwer verletzt wurde, das von einer ultranationalistischen Splittergruppe verübt worden war, und sich aus der Politik zurückziehen musste.
Yamamoto, mittlerweile zum kaigun shōshō (Konteradmiral) befördert und ebenfalls Befürworter des Londoner Abkommens, war trotz seiner Rolle beim Zustandekommen des Abkommens nicht ins Visier der Gegner geraten. Er war mittlerweile Leiter der Abteilung zur technischen Entwicklung der Luftstreitkräfte im Marineministerium geworden und initiierte ein umfangreiches Umstrukturierungsprogramm. Nicht mehr Schlachtschiffe sollten das Rückgrat der Flotte bilden, sondern Flugzeugträger. Zu diesem Zweck ließ er neue Aufklärungs-, Jagd-, Sturzkampf- sowie Torpedoflugzeuge sowie einen speziellen Typ für Angriffe auf U-Boote entwickeln. Ebenso verschärfte er die Trainingsprogramme der Kampfpiloten. Als er 1933 seine Aufgabe beendete, hatte er die Kampfkraft der Marineluftwaffe und der Flugzeugträger entscheidend gestärkt.

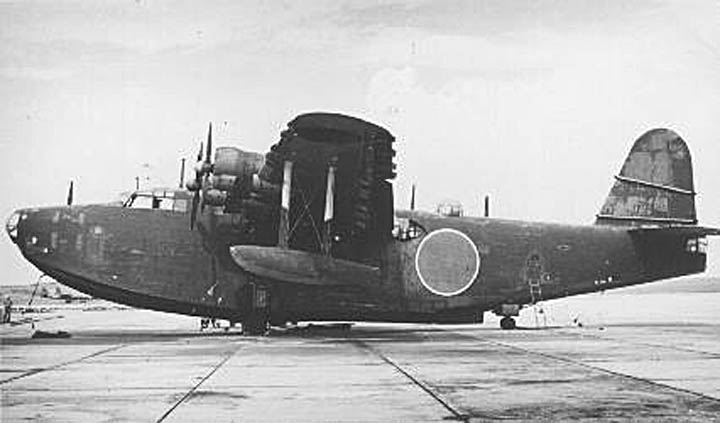
Die Kawanishi H8K, ein Fernaufklärungsflugboot, war eines der auf Admiral Yamamotos Veranlassung hin entwickelten Flugzeuge und während des Pazifikkriegs das weltweit leistungsfähigste Flugzeug dieses Typs.

### Verschärfung der innenpolitischen Lage
Im Oktober 1933 wurde Konteradmiral Yamamoto die Führung der 1. Trägerdivision übertragen. Während er seine Schiffe Manöver abhalten ließ, tobte erneut ein Streit in der Militärführung. Die Expansionisten versuchten, die Kontrolle über die wichtigsten Entscheidungsgremien der Kaiserlichen Marine zu erlangen, um ein extensives Flottenbauprogramm zu starten. Folglich wurde verlangt, eine erneute Flottenkonferenz in London abzuhalten, mit dem Ziel, doch noch eine Gleichberechtigung zu erreichen. Yamamoto wurde zum Vorsitzenden der japanischen Delegation ernannt und mit der Aufgabe betraut, diese Gleichberechtigung auf der neuen Konferenz zu erreichen, was diesmal selbst vom Kaiser unterstützt wurde. In London angekommen, weigerten sich jedoch das Vereinigte Königreich und die Vereinigten Staaten strikt, die japanische Forderung zu akzeptieren, da ihnen die Bemühungen der Expansionisten in Japan nicht entgangen waren. Die Verhandlungen zogen sich den Herbst 1934 über hin, bis die amerikanische Delegation im Dezember die Konferenz verließ. Daraufhin kehrte auch Yamamoto, der die Position der Regierung entgegen seinen eigenen, in der Öffentlichkeit bekannten Überzeugungen bis zum Ende der Verhandlungen kompromisslos vertreten hatte, nach Japan zurück. Mittlerweile zum kaigun chūjō (Vizeadmiral) befördert, wurde er sowohl von der Obrigkeit als auch von der Bevölkerung feierlich empfangen, sah man sich nach dem Scheitern der Konferenz ja nicht mehr durch Rüstungsbegrenzungen gebunden. Yamamoto wurde danach auf einen unbedeutenden Posten im Marineministerium abgeschoben, da die politische Rechte ihn aufgrund seiner Popularität beim Volk und Marineführung nicht direkt angreifen konnte. Schließlich schafften es einflussreiche Freunde, ihn zum Leiter der Marineluftwaffe zu machen. Yamamoto ließ die Piloten der Luftwaffe immer wieder trainieren und ersann neue Einsatzmöglichkeiten für die Luftstreitkräfte. Zudem verschaffte er sich bei den großen Flugzeugbaukonzernen Mitsubishi, Nakajima und Aichi Rückhalt für seine Pläne zur Umstrukturierung der Marine.
Am 26. Februar 1936 ereignete sich ein von der expansionistischen rechten Kōdō-ha initiierter Putschversuch. Mehrere Mitglieder des Kabinetts wurden getötet, jedoch versagte der Kaiser den Putschisten die Unterstützung und der Putsch wurde zerschlagen. Infolgedessen verlor die Rechte innenpolitisch an Einfluss. Der neue Marineminister Admiral Nagano Osami bat Yamamoto Ende 1936, das Amt des stellvertretenden Marineministers anzutreten, was dieser nur widerwillig annahm. Schon im Frühjahr 1937 stürzte das Kabinett und Yonai Mitsumasa, ein Freund Yamamotos aus den Tagen der Marineakademie auf Eta Jima, wurde neuer Marineminister. Mittlerweile hatte mit der  Tōsei-ha eine andere rechte Gruppierung die Macht im Staat übernommen. Sie drängte nach dem Zwischenfall an der Marco-Polo-Brücke am 7. Juli 1937 nach weiteren militärischen Maßnahmen gegen China und schaffte es gegen den Widerstand von Yonai und Yamamoto, den regional begrenzten Konflikt zum Krieg auszuweiten.
Die immense Erhöhung der Rüstungsausgaben und der Vormarsch in China brachten den amerikanischen Präsidenten Franklin D. Roosevelt zu dem Entschluss, gegen Japan ein Embargo über Altmetall zu verhängen. Als das amerikanische Kanonenboot Panay von japanischen Flugzeugen in chinesischen Gewässern versenkt wurde, eilte Yamamoto in die amerikanische Botschaft und entschuldigte sich für den Vorfall, ohne sich vorher über die offizielle Position von Armee und Marine zu dem Vorfall informiert zu haben. Zusätzlich entließ Marineminister Yonai den verantwortlichen Offizier öffentlich, um der politischen Rechten eine Warnung zukommen zu lassen. Die beiden erhielten Morddrohungen, nachdem sie 1938 den Plan einer militärischen Allianz mit dem Dritten Reich und Italien kritisiert hatten. In ihren Augen würde dies trotz der geplanten Ausrichtung gegen die Sowjetunion unweigerlich früher oder später zu einem Krieg mit dem Britischen Weltreich und den Vereinigten Staaten führen. Als aber im August 1939 der deutsch-sowjetische Nichtangriffspakt unterzeichnet wurde, womit der potentielle Bündnispartner in Berlin ein weitreichendes Abkommen mit dem ärgsten ideologischen Feind Japans einging, stürzte die Regierung erneut. Der neue Premierminister Abe Nobuyuki, ein General der Armee, entließ Marineminister Yonai und auch dessen Stellvertreter Yamamoto, der auf Betreiben Yonais hin jedoch zum kaigun taishō (Admiral) sowie zum Oberbefehlshaber der Vereinigten Flotte ernannt wurde.

### Der Weg in den Krieg

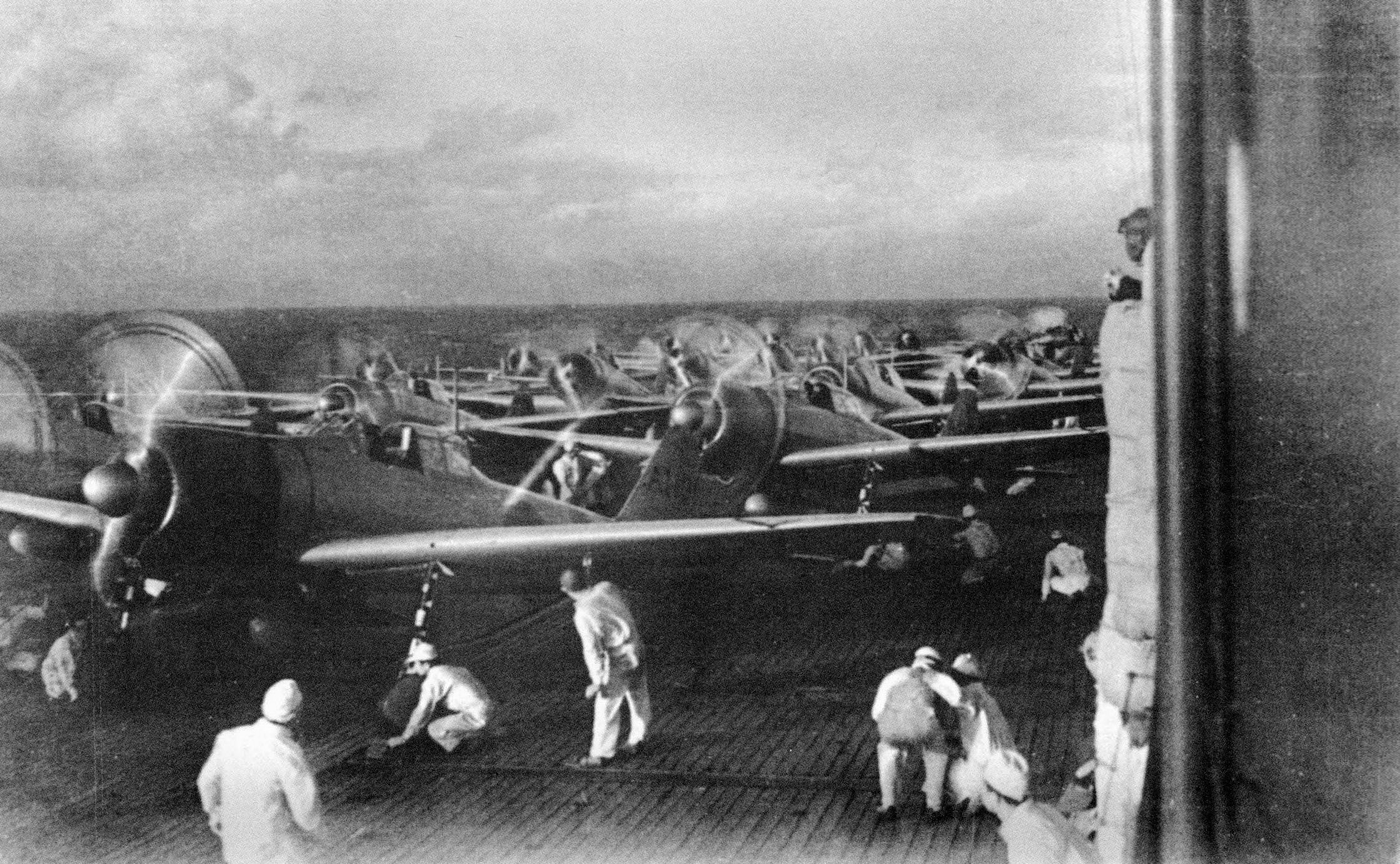
Startbereite Flugzeuge auf dem Träger Akagi für die 2. Angriffswelle auf Pearl Harbor

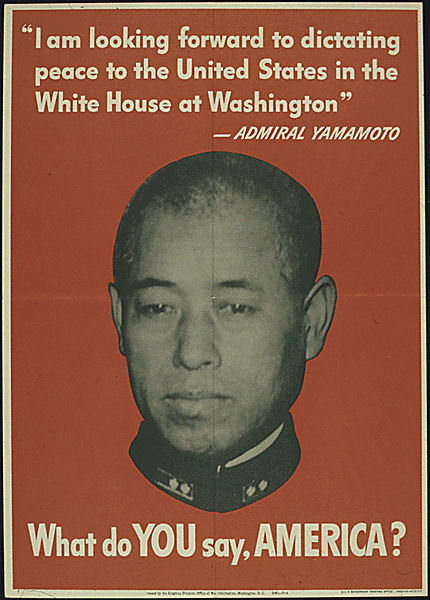
Ein amerikanisches Propagandaplakat aus dem Pazifikkrieg. Der Text greift ein falsch interpretiertes Zitat Yamamotos auf, der vor dem Krieg behauptet hatte, die Vereinigten Staaten würden erst dann einen Frieden akzeptieren, wenn man selbst mit den eigenen Truppen bereits in Washington stünde.

Nach dem Beginn des Krieges zwischen dem Dritten Reich und dem Vereinigten Königreich und Frankreich war Yamamoto sicher, dass nicht mehr viel Zeit blieb, die Japanische Marine auf einen möglichen kommenden Krieg vorzubereiten. Verstärkt wurde dieser Eindruck, als die Vertreter des Dritten Reichs, Italiens und Japans im September 1940 den Dreimächtepakt tatsächlich unterzeichneten und die Vereinigten Staaten daraufhin ein Stahl- und Altmetallembargo verhängten.

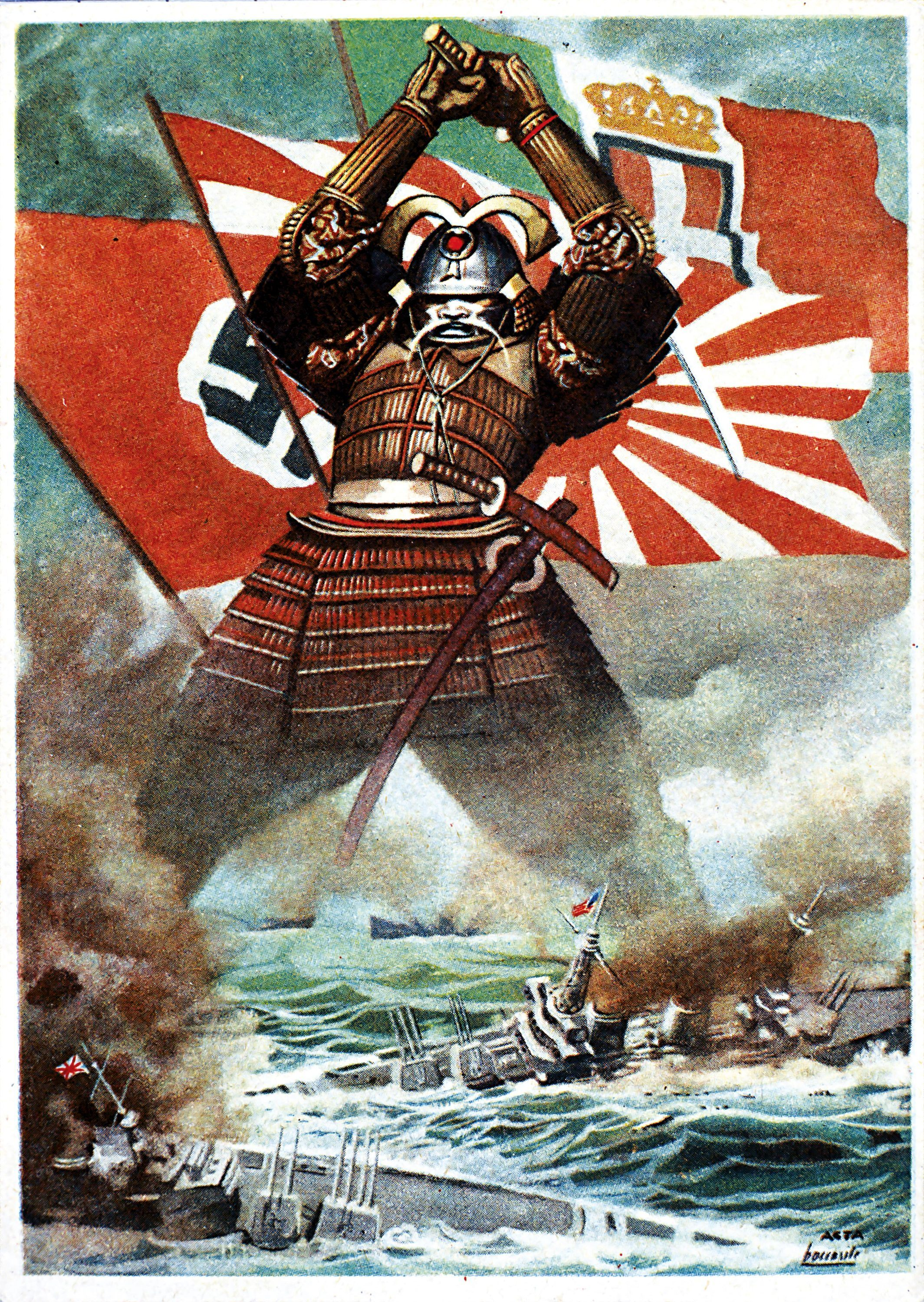
Italienische Propagandapostkarte (ca. 1941) zum Dreimächtepakt von Mussolinianhänger Gino Boccasile. Ein Samurai zerstört ein englisches und ein amerikanisches Kriegsschiff.

Die expansionistisch eingestellten Generäle der Armee verlangten einen Krieg gegen die rohstoffreichen Besitzungen der Europäer in Südostasien. Die Flotte sollte dabei lediglich die vorrückenden Truppen unterstützen und danach eventuell einen Schlag gegen die von den Vereinigten Staaten gehaltenen Philippinen durchführen, aber ein Angriff auf die Pazifikflotte der Amerikaner war nicht vorgesehen. Genau dies jedoch verlangte Yamamoto. In einem Gespräch mit Konoe Fumimaro, der erneut Premierminister geworden war, erklärte er sinngemäß, er könne im Falle eines Krieges mit den Vereinigten Staaten und dem Britischen Weltreich zwischen sechs Monate und ein Jahr lang ungehindert operieren und ihnen zahlreiche Niederlagen zufügen, danach werde aber die Wirtschaftsmacht der Vereinigten Staaten greifen und Japan werde den Krieg innerhalb weniger Jahre unweigerlich verlieren. Yamamoto war überzeugt, dass nur ein schneller, entscheidender Schlag gegen die amerikanische Flotte Japan genug Zeit geben werde, den Alliierten so viele Niederlagen zuzufügen, dass sie mit dem Zugeständnis der Anerkennung der japanischen Oberhoheit über Ostasien um Frieden bitten müssten.
Die Verlegung der amerikanischen Pazifikflotte zum Flottenstützpunkt Pearl Harbor auf Hawaii brachte diese nah genug an den möglichen Operationsradius der Kaiserlichen Marine heran. Den entscheidenden Anstoß für Yamamotos Überlegungen gab schließlich der britische Angriff auf Tarent im November 1940. Bei dieser von Torpedobombern vom Typ Fairey Swordfish durchgeführten Attacke auf den italienischen Marinestützpunkt waren mehrere italienische Schlachtschiffe versenkt, bzw. schwer beschädigt worden, ohne dass die Briten nennenswerte Verluste zu verzeichnen hatten. Yamamoto begann auf dieser Grundlage (zu der auch die vom japanischen Marineattaché besichtigten Modifikationen des aus dem Hafenboden in Tarent geborgenen britischen Torpedos gehörten) einen Angriffsplan auszuarbeiten. Dabei wurde er aller Wahrscheinlichkeit nach auch von einem Manöverbericht der Amerikaner beeinflusst. 1932 hatte Konteradmiral Harry E. Yarnell  von zwei Flugzeugträgern einen Überraschungsangriff mit 152 Flugzeugen gestartet. Den Verteidigern beim Manöver gelang nicht, auch nur ein einziges Flugzeug zu starten, und keines der angreifenden 152 Flugzeuge ging nach den Regeln des Planspiels von Army und Navy verloren. Die treffsicher abgeworfenen „Bomben“ (Sandsäcke und Farbbeutel) hätten dagegen im Ernstfall schwerste Schäden angerichtet. The New York Times berichtete über die Übung und auch japanische Journalisten. Vizeadmiral Ernest King wiederholte den Überraschungsangriff 1938 bei einer Übung, aber die US-Militärs reagierten nicht auf die beiden Manöver.

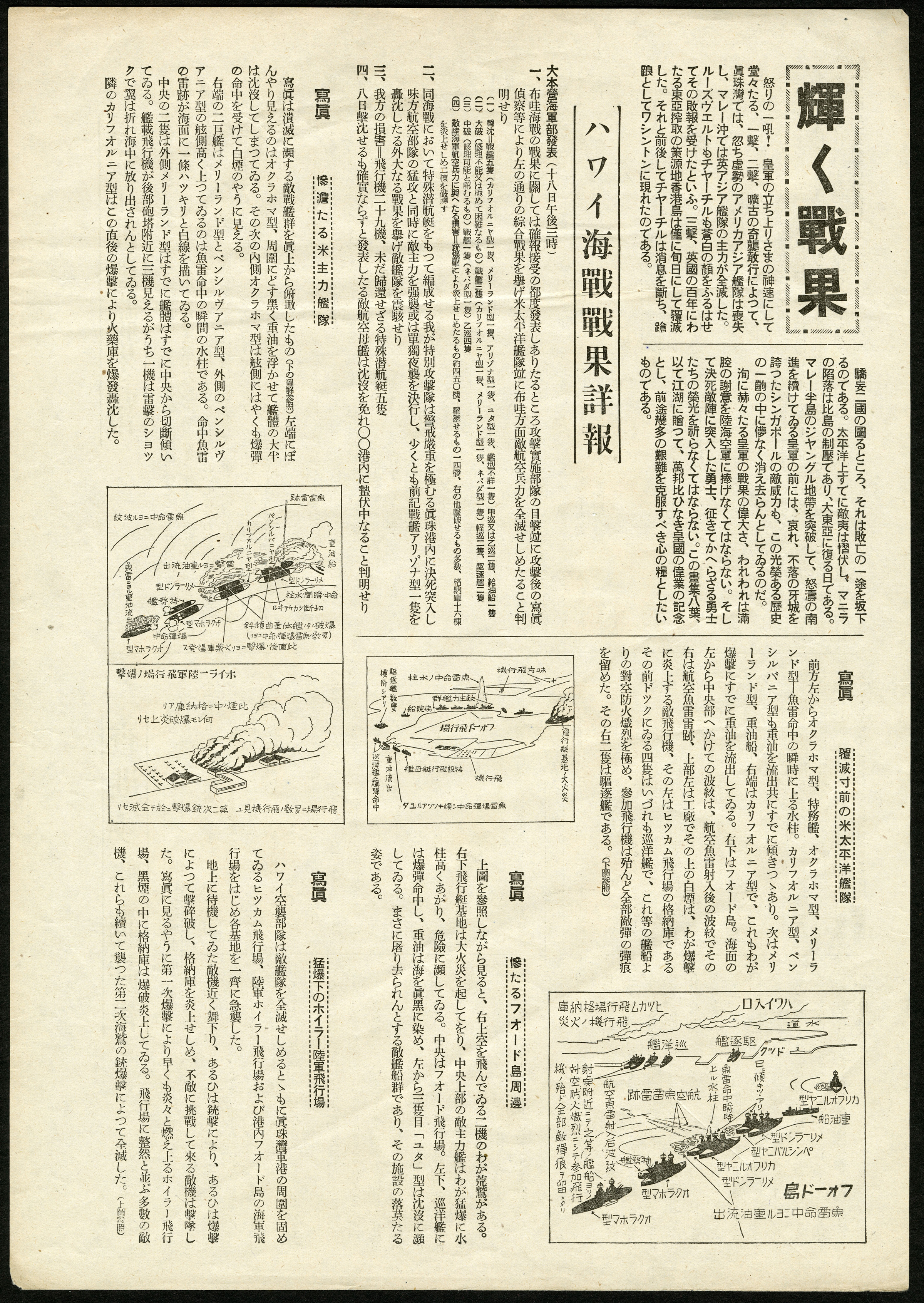
Japanische Ankündigung des Angriffs auf Pearl Harbor, 1941

Im Januar 1941 hatte er den Plan in Zusammenarbeit mit Kapitän Genda Minoru in seinen wesentlichen Zügen fertiggestellt. Jedoch fand er zunächst kaum Unterstützung, was ihn aber nicht daran hinderte, bereits Vorbereitungen zu treffen. Er ließ in den folgenden Monaten die Bucht von Pearl Harbor auskundschaften und einen speziellen Torpedo entwickeln, der für die dortigen Gewässer geeignet war, in denen herkömmliche Torpedos aufgrund ihres Tiefgangs beim Abwurf versagten (gemeint ist, dass der Torpedo nach dem Abwurf vom Flugzeug zuerst bis zu 20 Meter ins Wasser eintauchte, bevor er seine vorgegebene flachere Lauftiefe erreichte). Zudem begannen erste Übungen für einen solchen Angriff. Die Militärführung ließ Yamamoto gewähren, doch ihre Haltung änderte sich erst langsam, als die Vereinigten Staaten im Sommer 1941 ein Ölembargo verhängten, da Japan Französisch-Indochina besetzt hatte. Die Armeeführung drängte nun umso mehr auf einen Angriff auf die Kolonien in Südostasien. Offiziell war man zwar nunmehr gewillt, einen Krieg gegen die Vereinigten Staaten zu führen, falls es notwendig sein sollte, doch wurde innerhalb der Marineführung noch immer über den genauen Ablauf des Plans debattiert. Yamamoto drohte im Herbst schließlich mit seinem Rücktritt, sollte der Plan nicht durchgeführt werden, woraufhin der Vorsitzende des Generalstabs der Marine, Admiral Nagano Osami, am 3. November 1941 grünes Licht gab. Der Angriff sollte jedoch nur dann erfolgen, falls die letzten immer noch laufenden amerikanisch-japanischen Verhandlungen über eine Aufhebung des Ölembargos erfolglos bleiben würden. Zudem sollte nicht Yamamoto selbst, sondern Vizeadmiral Nagumo Chūichi den Angriff leiten.
Am 5. November gab Yamamoto den offiziellen Operationsbefehl. Mit der Armeeführung wurde vereinbart, den Angriffstermin auf den ersten Sonntag des Dezembers 1941 zu legen – den 7. Dezember. Bereits am 10. November machten sich die ersten U-Boote auf den Weg nach Osten, die Hauptangriffsflotte, bestehend aus sechs Flugzeugträgern, zwei Schlachtschiffen und mehreren kleineren Schiffen, lief am 26. November aus. Der Angriff traf die Pazifikflotte schwer, doch blieben die drei in Pearl Harbor stationierten Flugzeugträger unversehrt, da sie sich zum Zeitpunkt des Angriffs nicht im Hafen befanden. Zudem waren die wichtigen Öltanks nicht getroffen worden. Yamamoto wurde zu dem Erfolg beglückwünscht, war selbst aber unzufrieden mit Nagumos Ausführung des Plans, da er in seinen Augen den Auftrag nicht vollständig erfüllt hatte. Ebenso hatte Nagumo den Angriff auf Hafenanlagen auf Midway, der in Yamamotos Planungen für den Rückweg von Pearl Harbor vorgesehen gewesen war, aufgrund schlechten Wetters nicht durchgeführt. Die gegen Südostasien geführten Operationen von Heer und Marine waren ihrerseits wie erwartet erfolgreich verlaufen. Mit der Versenkung der britischen Großkampfschiffe Repulse und Prince of Wales am 10. Dezember konnte zudem noch ein weiteres Mal die Anfälligkeit von großen Überwasserkriegsschiffen gegenüber Luftangriffen gezeigt werden.

### Einsatz im Pazifikkrieg

#### Anfangsphase

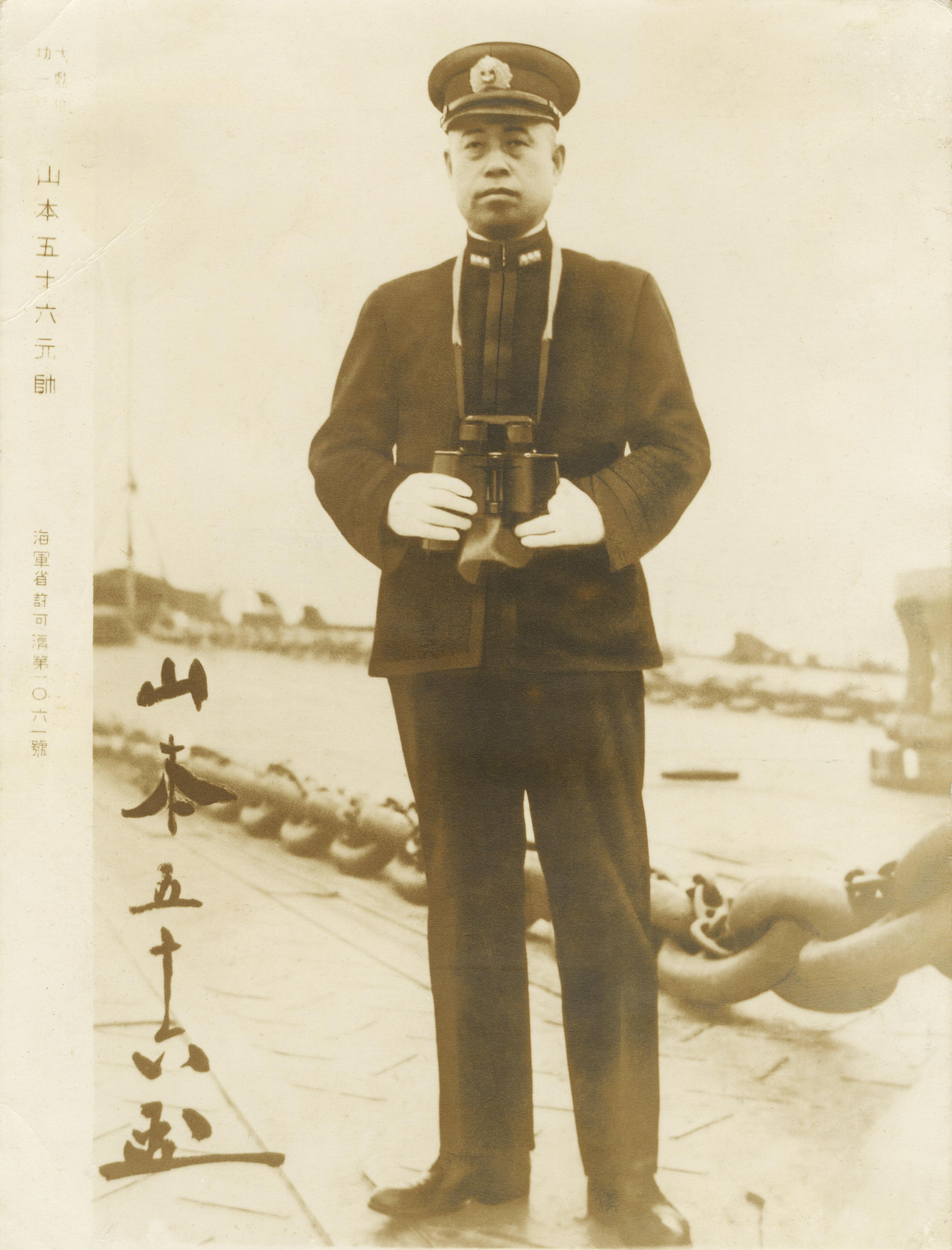
Yamamoto an Deck, 1942

Der Angriff auf Pearl Harbor hatte Yamamoto auf einen Schlag in der amerikanischen Öffentlichkeit bekannt gemacht. Er verkörperte nun den hinterhältigen Aggressor, der einen feigen Angriff auf die Vereinigten Staaten geplant hatte und zudem noch (fälschlicherweise) in dem Ruf stand, den Amerikanern persönlich im Weißen Haus in Washington, D.C. die Friedensbedingungen diktieren zu wollen.
Auch der Angriffsplan vom 4. März 1942, mit mehreren Flugbooten der japanischen Marine eine strategische Luftattacke gegen Pearl Harbor durchzuführen, um Aufklärungsdaten zu sammeln und um die Trockendocks mit den beschädigten und teilweise gehobenen Schiffen zu bombardieren, wurde von Yamamoto im Januar 1942 entwickelt. Die Durchführung war allerdings erfolglos.
In den folgenden Wochen unternahm Japan die lang geplanten Vorstöße nach Südostasien. Bis Ende Januar 1942 waren Hongkong und Manila, die Hauptstadt der Philippinen, gefallen, und die Eroberung der Malaiischen Halbinsel verlief erfolgreich. Der Vormarsch war seinem Zeitplan weit voraus, weshalb Yamamoto die Vereinigte Flotte neu gruppieren ließ: Während ein Teil der Flotte die noch laufenden Kämpfe auf den Philippinen unterstützte, sollte der andere die Invasion des wichtigen Stützpunktes Rabaul auf Neubritannien vor der Küste Neuguineas vorbereiten, die am 23. Januar erfolgreich ablief. Yamamotos Hauptanliegen war jedoch, endlich den großen entscheidenden Schlag gegen die amerikanische Flotte zu erzielen, der in Pearl Harbor nicht gelungen war. Er war auch mit dem Sieg über die letzten in Asien verbliebenen alliierten Seestreitkräfte in der Schlacht in der Javasee Ende Februar noch nicht erreicht. Dennoch war der Sieg wichtig, da er die Invasion Javas ermöglichte und den Japanern somit die für weitergehende Flottenoperationen wichtigen Ölquellen in die Hände fielen. Innerhalb weniger Wochen war die Eroberung Südostasiens praktisch abgeschlossen.

#### Schlacht um Midway

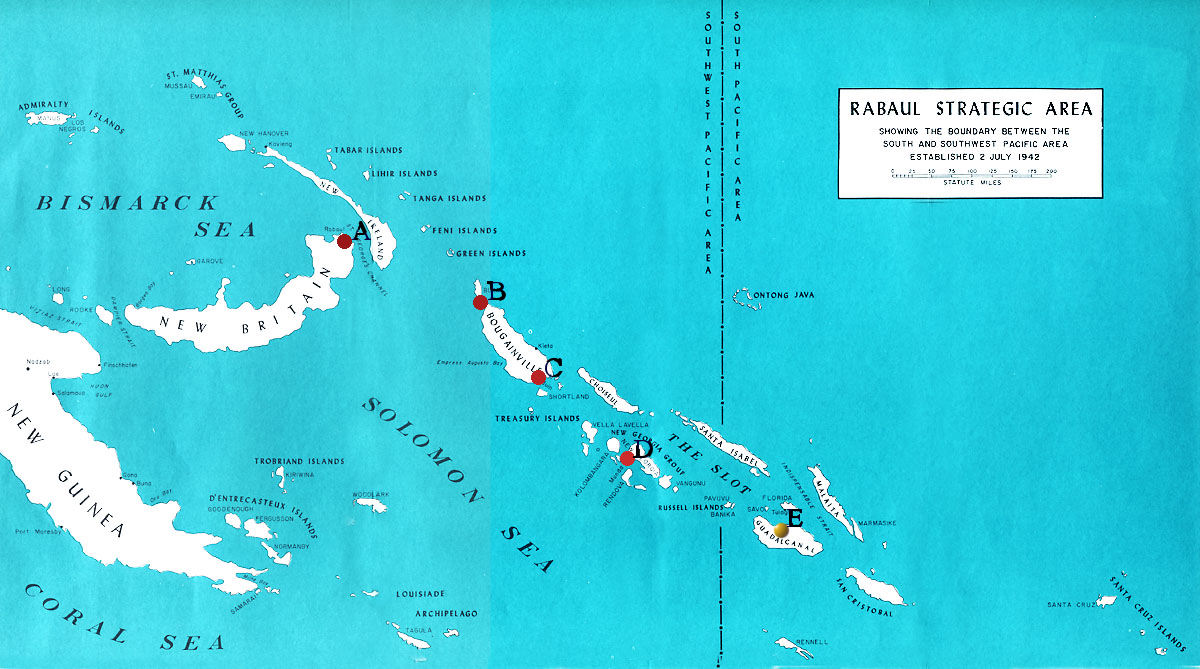
Karte der Salomon-Inseln während des Pazifikkrieges. Japanische Luftstützpunkte sind rot markiert, der gelbe Punkt markiert Henderson Airfield auf Guadalcanal

Yamamoto entschied sich nach einer insgesamt erfolgreichen Operation im Indischen Ozean zu einem Angriff auf Midway, deren Eroberung Operationen gegen Hawaii ermöglichen würde. Zeitgleich sollten seiner Vorstellung nach Aktionen gegen Port Moresby auf Neuguinea sowie die zu den Salomonen gehörende Insel Tulagi durchgeführt werden (Operation MO). Er zielte dabei darauf ab, dass die Amerikaner ihre Hauptkräfte, insbesondere Flugzeugträger, nur bei einem Angriff in relativer Nähe zu ihren Hauptbasen einsetzen würden und seine Flotten nur hier eine Gelegenheit bekämen, diese zu zerstören. Zudem hegte Yamamoto die Befürchtung, die Amerikaner könnten bei einer passenden Gelegenheit einen Luftangriff auf die japanische Hauptstadt Tokio versuchen. Da sie eine Eroberung Midways als nicht nutzbringend genug ansah, wies die Marineführung den Midway-Plan jedoch so lange zurück, bis der Doolittle Raid am 18. April 1942 Yamamotos Befürchtungen wahr werden und die Marine umdenken ließ.
Die Flotte, die Ende Mai 1942 gegen Midway auslief, war die bis dahin größte Flotte in der Geschichte der modernen Seekriegsführung eines einzelnen Landes, hätte jedoch streng genommen noch größer sein können bzw. sollen. In der Schlacht im Korallenmeer war der Flottenträger Shōkaku schwer beschädigt worden, während ihr Schwesterschiff Zuikaku einen Großteil ihres Bordgeschwaders verloren hatte. Zwei weitere Träger (Jun’yō und Ryūjō) waren zum Angriff auf die strategisch wertlosen Aleuten detachiert worden, um einen Ablenkungsangriff zu unterstützen. So konnte Yamamoto nur mit vier Trägern den Angriff auf Midway starten. Die Flotte war in drei Teile gegliedert. Das Angriffsgeschwader mit den Trägern kommandierte Nagumo Chūichi, Yamamoto selbst folgte ihm mit einem zweiten Geschwader aus Schlachtschiffen im Abstand von einigen hundert Meilen. Der dritte Teil mit den Landungstruppen erschien aus Südwesten kommend. Die amerikanische Flotte war mit drei Flugzeugträgern und ihren Begleitschiffen um einiges kleiner, jedoch hatten die Amerikaner bereits durch Entschlüsselung des Marinecodes der Japaner von Angriffszeitpunkt und -ort erfahren und dadurch einen Vorteil.
Am Morgen des 4. Juni 1942 befahl Admiral Nagumo den Flugzeugstaffeln den Angriff auf den Stützpunkt auf Midway. Gerade als die japanischen Bomber von ihrer ersten Angriffswelle zurückkehrten, erschienen amerikanische Sturzkampfbomber und versenkten drei der vier japanischen Träger, worauf Nagumo die geplante Landung absagte und sich mit seiner Flotte zurückzog. Da Nagumo seine Flotte als nicht mehr kampffähig ansah, konnte Yamamoto einen für die Nacht geplanten Entsatzangriff mit seinen Schlachtschiffen nicht durchführen. Nachdem am Abend auch der letzte verbliebene Träger der japanischen Angriffsflotte versenkt worden war, befahl Yamamoto schließlich den endgültigen Rückzug.

#### Schlacht um Guadalcanal
Die Niederlage bei Midway hatte einen Strategiewechsel zur Folge. Der Bau neuer Flugplätze auf eroberten Inseln wurde forciert, um die nun fehlenden Träger zu ersetzen. Eine der Inseln, die zum Bau eines Flugfeldes ausgewählt wurden, war Guadalcanal, eine Insel der Salomonen. Von dort aus war es möglich, den Seeverkehr um Australien zu kontrollieren.
Am 7. August 1942 landeten amerikanische Einheiten überraschend auf Guadalcanal und der Nachbarinsel Tulagi; sie nahmen Guadalcanal teilweise, insbesondere das fast fertiggestellte Flugfeld, und Tulagi vollständig ein. Yamamoto schien die Situation äußerst ernst und er beschloss, selbst vor Ort das Kommando zu übernehmen, woraufhin er sein Hauptquartier auf die Insel Truk verlegte. Währenddessen griff die in der Region befindliche Achte Flotte die Amerikaner an. Die amerikanischen Verluste wurden nach dem Kampf jedoch als viel höher wiedergegeben, als sie in Wirklichkeit waren. Zudem schien es, als hätten die Amerikaner Guadalcanal bereits einige Tage nach der Eroberung zum größten Teil wieder verlassen, da die zum Schutz abgestellte Trägerstaffel mit den Truppentransportern abgezogen war. Folglich begann nur eine kleine Abteilung von Marinesoldaten am 21. August mit der Rückeroberung. Schnell wurde klar, dass die Amerikaner Guadalcanal immer noch besetzt hielten, und die Angreifer wurden zurückgeschlagen. Folglich mussten die Kräfte auf der Insel verstärkt werden, was jedoch ein großes Risiko darstellte, da in der Nähe eine Trägergruppe der Amerikaner entdeckt wurde.
Bis in den Herbst hinein verstärkten beide Seiten ihre Truppen, ohne eine größere Schlacht auszufechten. Da die Versorgungslage äußerst schlecht war, initiierte Yamamoto schnelle Zerstörer-Konvois, die in mondlosen Nächten Nachschub nach Guadalcanal brachten und von den Amerikanern Tokyo Express genannt wurden. Tatsächlich besserte sich die Nachschublage dadurch, jedoch war es aufgrund der mangelnden Kapazitäten nicht möglich, schweres Gerät zu transportieren. Der einzige Ausweg schien die Rückeroberung des Flugfeldes. Der erste Versuch, das Feld mit einem kleineren Verband zu zerstören, schlug am 11. Oktober fehl, weshalb Yamamoto zwei Schlachtschiffe schickte, die den Flugplatz schwer beschädigten und gleichzeitig anlandende Transportschiffe schützten. Tatsächlich erlangten die Japaner einen Vorteil, doch um den Sieg zu erlangen, musste der amerikanische Schlachtschiffkordon um deren Transporter aufgebrochen werden. Yamamoto ließ fünf Flugzeugträger und vier Schlachtschiffe sowie eine Reihe anderer Schiffe nach der amerikanischen Flotte suchen und konnte sie am 26. Oktober 1942 in der Nähe der Santa-Cruz-Inseln stellen. Trotz hoher amerikanischer Verluste konnte jedoch kein entscheidender Sieg errungen werden.
Ein letzter Versuch, das Flugfeld doch noch endgültig außer Gefecht zu setzen, scheiterte Mitte November unter schweren Verlusten in der Seeschlacht von Guadalcanal. Yamamoto forderte nun einen Rückzug von der Insel, doch die Armeeführung verweigerte dies zunächst. Ende Dezember konnte Yamamoto jedoch die Armeeführung endlich überzeugen. Nach dem offiziellen Beschluss wurde schließlich am 4. Januar der endgültige Rückzug von der Insel befohlen, der erst am 7. Februar abgeschlossen war. Dennoch dauerten die Seegefechte im Gebiet um die Salomon-Inseln weiter an.

#### Tod

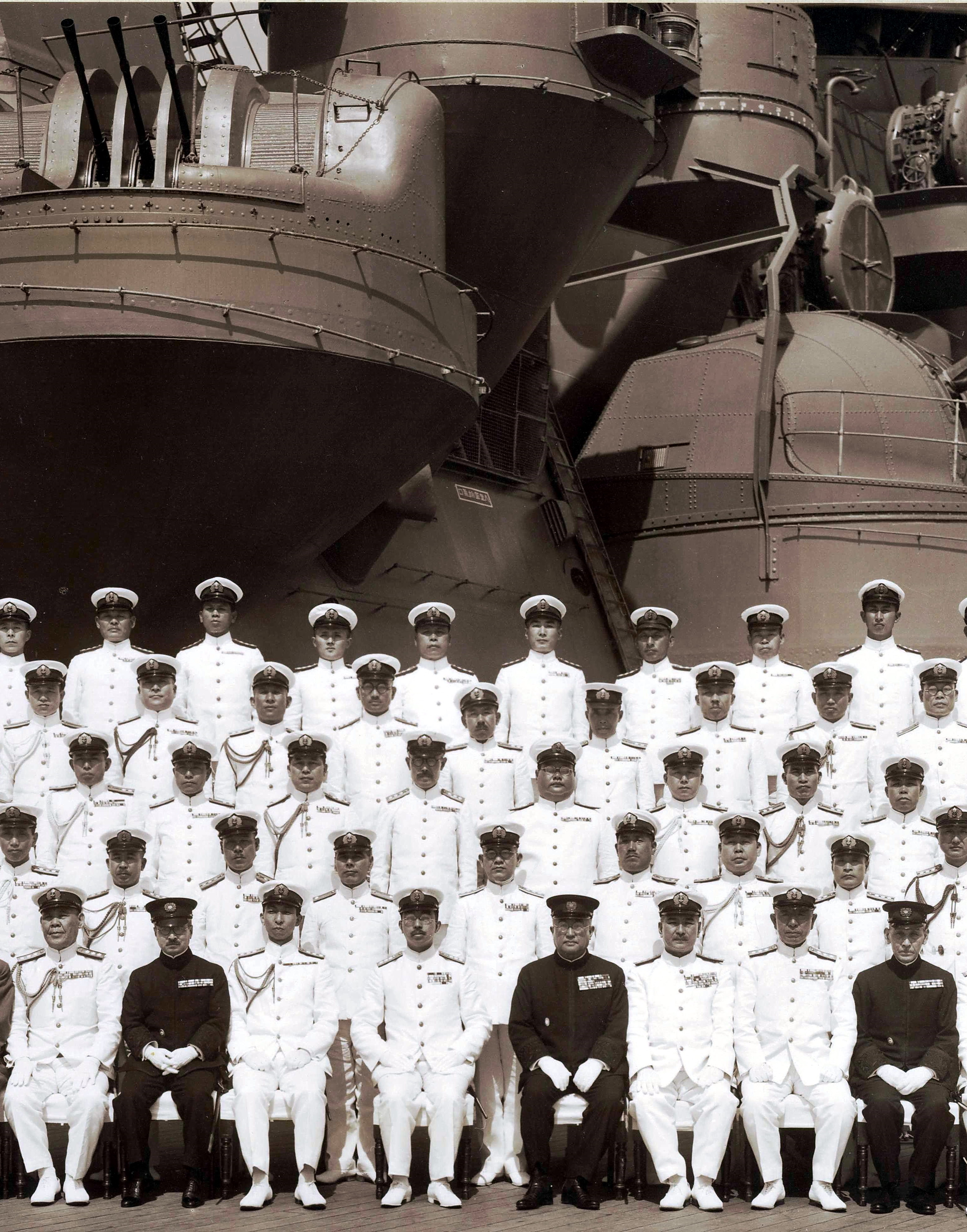
Kaiser Hirohito, Marineoffiziere und hochrangigen Beamte an Bord der Musashi vor der Yokosuka Marinebasis, bei ihrer Rückkehr nach Japan mit den sterblichen Überresten von Isoroku Yamamoto, 24. Juni 1943

In den Wochen nach der Niederlage auf Guadalcanal beschloss Yamamoto, mit dem Flugzeug eine Inspektionsreise zu den frontnahen Stützpunkten im Südpazifik zu unternehmen, um die stark gesunkene Truppenmoral zu heben. Sein Vorhaben war mit großen Risiken behaftet, denn die Route führte zum Teil durch amerikanisch kontrolliertes Seegebiet. Die Reise wurde deshalb streng geheim gehalten.
Yamamoto trat die Reise am 18. April 1943 in Rabaul an, obwohl ihm mehrere untergebene Offiziere aufgrund des hohen Risikos davon abgeraten hatten. Eskortiert von sechs Zero-Jägern flog Yamamotos Flugzeug, eine Mitsubishi G4M, zusammen mit einer weiteren Maschine dieses Typs, in der sich unter anderem sein Stabschef Ugaki Matome befand, zum Flugfeld der kleinen Insel Ballale nahe Bougainville. Trotz der absoluten Geheimhaltung dieses Fluges hatten die Amerikaner jedoch Funksprüche mit genauen Daten zu Yamamotos Vorhaben abhören und entschlüsseln können und beschlossen, sein Flugzeug abzufangen. Eine ganze Staffel Lockheed P-38 wurde eiligst für die Mission mit dem Decknamen Operation Vengeance vorbereitet. Gegen halb zehn morgens am 18. April, als sich die acht japanischen Maschinen über Bougainville befanden, erschienen die sechzehn amerikanischen Jäger. Ein Luftkampf entbrannte, wobei vier der Begleitjäger Yamamotos abgeschossen wurden. Die aus zwei Flugzeugen bestehende Killer Group, die sich auf Yamamotos Bomber konzentrieren sollte, beschoss die G4M, die daraufhin in den Dschungel abstürzte und dort explodierte. Keiner der Passagiere überlebte den Absturz. Die G4M, in der Admiral Ugaki flog, wurde ebenfalls angegriffen und abgeschossen, wobei sie ins Meer stürzte. Mehrere Passagiere jedoch, unter ihnen auch Ugaki, schwammen ans Ufer, wo sie von japanischen Soldaten gefunden wurden. Zwei der US-Jäger wurden bei dieser Operation abgeschossen, weitere sechs beschädigt.

Yamamotos Leiche wurde einige Stunden nach dem Angriff etwas außerhalb des Flugzeugwracks gefunden. Ein Arzt fand Schusswunden an Kopf und Schulter und schloss daraus, dass Yamamoto schon vor der Explosion des Flugzeugs am Boden tot war. Danach wurde seine Leiche eingeäschert und an Bord des Schlachtschiffs Musashi im Mai nach Japan gebracht. Erst zu diesem Zeitpunkt wurde sein Tod der japanischen Öffentlichkeit bekannt gemacht.

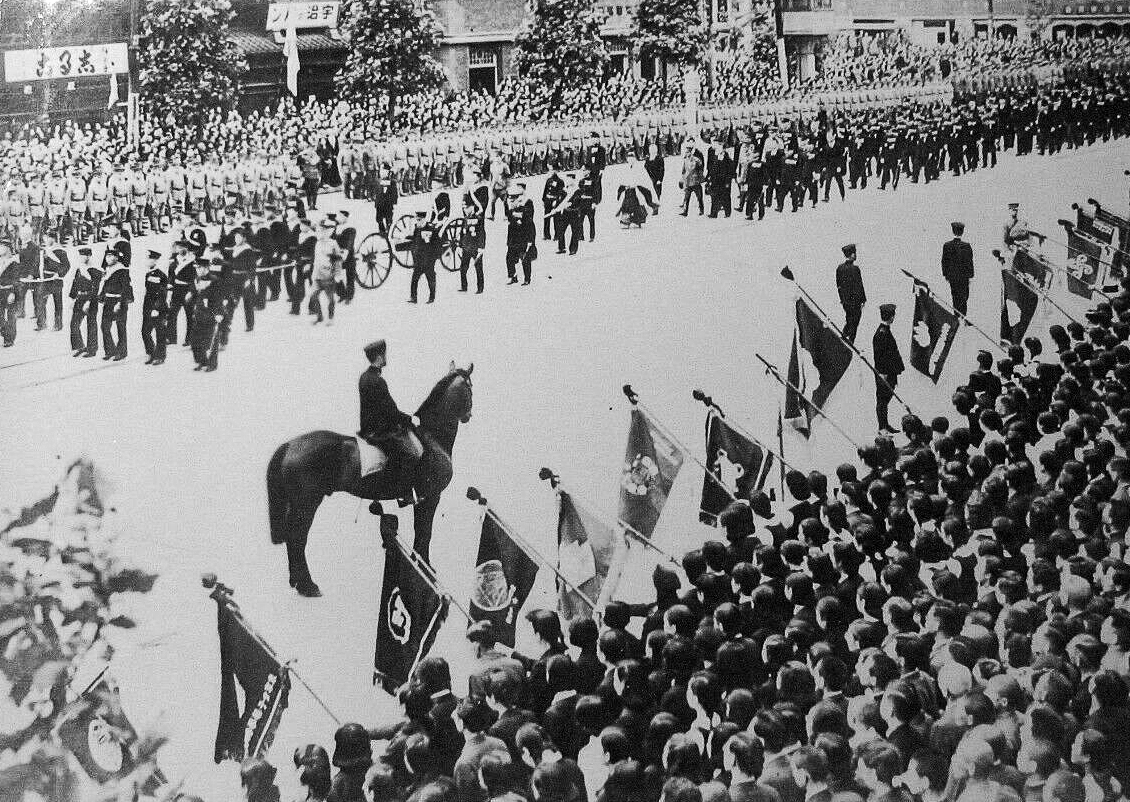
Yamamotos Staatsbegräbnis in Tokio (5. Juni 1943)

## Gedenken

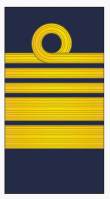
Gensui kaigun taishō (Großadmiral); der Rang, der Yamamoto nach seinem Tod verliehen wurde

Am 5. Juni 1943 erhielt Yamamoto ein Staatsbegräbnis in Tokio. Seine Asche wurde aufgeteilt; die eine Hälfte wurde neben dem Grab von Admiral Tōgō Heihachirō auf dem Friedhof von Tama außerhalb der Stadt beigesetzt, die andere Hälfte in Yamamotos Heimatstadt Nagaoka gebracht. Das dortige Grab befindet sich auf dem Grund eines buddhistischen Zen-Tempels, wo auch andere Mitglieder der Familie Yamamoto beigesetzt wurden. Yamamoto wurde zudem postum vom Tennō zum gensui kaigun taishō (Großadmiral) befördert und erhielt den Chrysanthemenorden. Außerdem erhielt er postum als einziger Nicht-Deutscher das deutsche Ritterkreuz des Eisernen Kreuzes mit Eichenlaub und Schwertern.
Yamamoto wird heute wie auch Tōgō Heihachirō in Japan als Nationalheld verehrt. So gibt es im Museum der von Yamamoto besuchten Marineakademie auf der Insel Eta einen separaten Raum, in dem persönliche Gegenstände ausgestellt sind. Yamamoto wird auch im Museum des Yasukuni-Schreines besonders gewürdigt, der immer wieder in der Kritik steht, da dort alle japanischen Gefallenen einschließlich der in den Kriegsverbrecherprozessen von Tokio verurteilten Kriegsverbrecher als kami verehrt werden; dem Museum im Speziellen wird zudem vorgeworfen, ein Geschichtsbild zu vermitteln, das die japanische Militärgeschichte in einem verharmlosenden Licht darstellt.
In Yamamotos Geburtsstadt Nagaoka gibt es zudem heute noch einen kleinen Park, der nach ihm benannt und als Gedenkstätte konzipiert ist. Dort befinden sich unter anderem eine Büste Yamamotos sowie eine Replik seines Elternhauses. Eine andere Gedenkstätte befindet sich auf dem Friedhof nahe Tokio, wo sich Yamamotos Grab befindet.

## Filmische Darstellung
In Spielfilmen und Fernsehserien wurde Yamamoto Isoroku unter anderem von den folgenden Schauspielern verkörpert:
- Sō Yamamura, in: Tora! Tora! Tora!, Spielfilm, USA, Japan, 145 Min, 1970. Regie: Richard Fleischer, Kinji Fukasaku, Toshio Masuda
- Toshirō Mifune, in: Schlacht um Midway, Spielfilm, USA, Japan, 132 Min, 1976. Regie: Jack Smight
- Makoto Iwamatsu, in: Pearl Harbor, Spielfilm, USA, 176 Min, 2001. Regie: Michael Bay
- Kōji Yakusho, in: Der Admiral – Krieg im Pazifik, Spielfilm, Japan, 140 Min, 2011. Regie: Izuru Narushima
- Etsushi Toyokawa, in: Midway – Für die Freiheit, Spielfilm, USA, China, 139 Min., 2019. Regie: Roland Emmerich
- Hiroshi Tachi, in: Yamato – Schlacht um Japan, Spielfilm, Japan, 130 Min, 2019. Regie: Takashi Yamazaki